# Microregiunea Csongrád
Microregiunea Csongrád (în maghiară Csongrádi kistérség) a fost o microregiune statistică (kistérség) din județul Csongrád, Ungaria.
Cu o populație de 22.633 locuitori și o suprafață de 339,24 km2, aceasta a existat până în 2014, când în Ungaria, microregiunile ”kistérségek” au fost înlocuite de districte (járások).